# Тамбовська провінція
Тамбовська провінція — одна з провінцій Московського царства й після 1721 року Російської імперії. Центр — місто Тамбов.
Тамбовська провінція була утворена в складі Азовської губернії за указом Петра I «Про устрій губерній і про визначення в них правителів» у 1719 році. До складу провінції були включені міста Борисоглєбськ, Верхній Ломов, Добрій, Інсар, Козлов з Бєльським і Челнавським передмістями, Нижній Ломов, Ряжськ, Тамбов.
У 1725 році Азовська губернія перейменована на Воронезьку губернію.
У листопаді 1775 року поділ губерній на провінції було скасовано.